# Hersúa
Hersúa   (Ciudad Obregón, 20 de juny de 1940) nom artístic de Manuel Hernández Suárez, fou un escultor mexicà que destacà per la seva participació en la primera etapa de l'Espai Escultòric de la Ciutat Universitària de la Universitat Nacional Autònoma de Mèxic (UNAM). Va cursar la carrera de pintura a la llavors anomenada Escola Nacional d'Arts Plàstiques de la UNAM, iniciant el 1968. En aquesta època va fundar el grup d'experimentació visual Arte Otro. A més de la seva tasca artística, va mantenir per dècades una postura crítica cap al govern mexicà. El 1979 va participar en el disseny de l'Espai Escultòric de la UNAM, on -segons Juan Acha- va dissenyar el gran cercle concèntric de ferrociment i lava volcànica, de prop de 142 metres de diàmetre, si bé l'autoria de l'espai va ser considerada col·lectiva. El 1986 Hersúa va fer una vaga de fam per evitar la construcció d'un hotel en el terreny que va ocupar l'Hotel Regis, per la qual cosa va ser empresonat però el projecte va ser cancel·lat.

## Obres
- 1980 - Ave dos. Espai Escultòric de la Ciutat Universitària de la UNAM.
- 1986 - Ovi. Jardí del Museo de Arte Moderno de Mèxic.
- 1988 - Henned. Parc Australià ¨Mount Penang¨
- 1989 - Frida. Santiago de Cuba